# Kirk Jones (filmmaker)

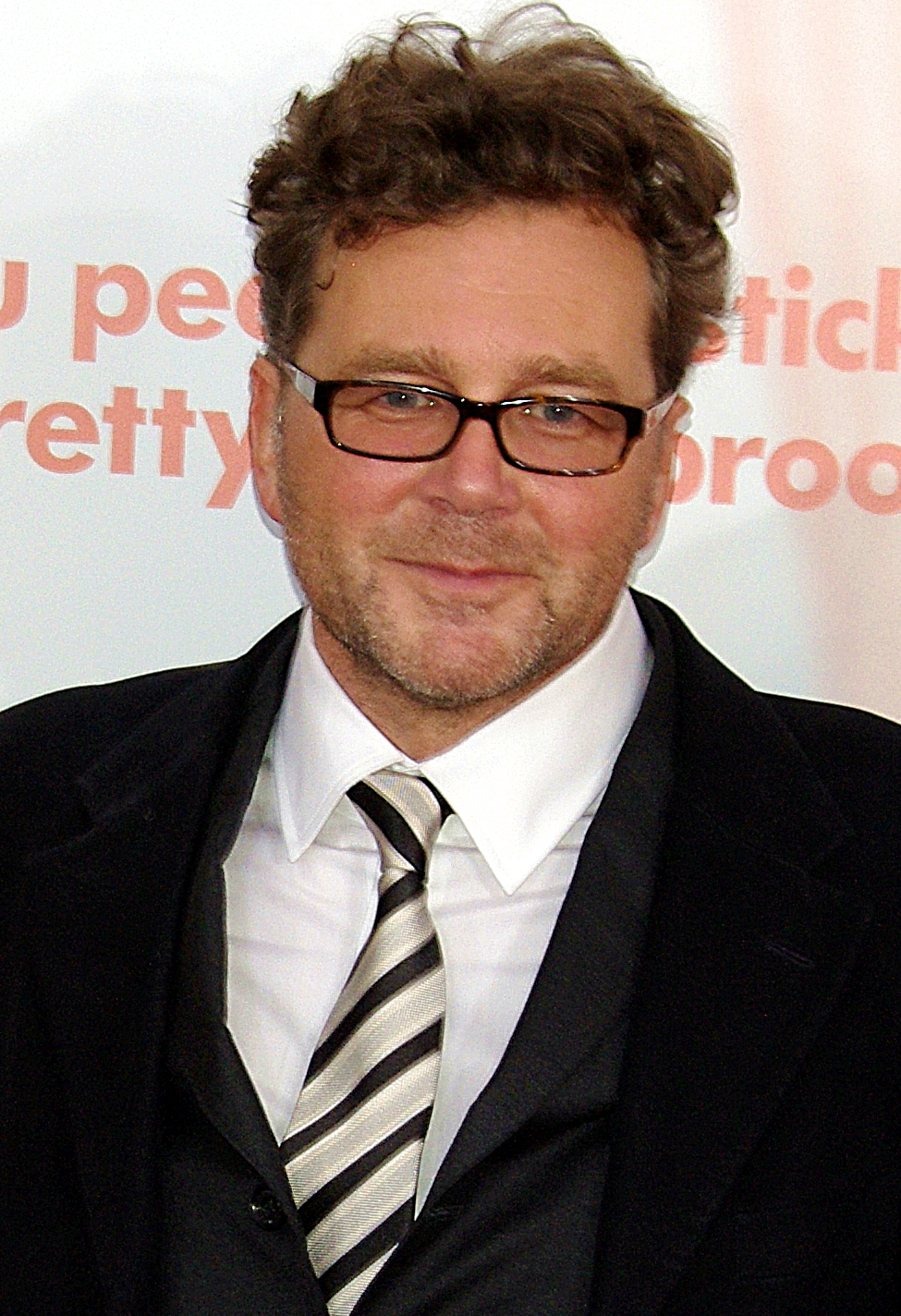
Jones in 2012

Kirk Jones III (Bristol, Groot-Brittannië, 31 oktober 1964) is een Britse filmregisseur en scriptschrijver.

## Filmografie
- Waking Ned Devine (1998)
- Nanny McPhee (2005)
- Everybody's Fine (2009)
- What to Expect When You're Expecting (2012)
- My Big Fat Greek Wedding 2 (2016)

## Trivia
- Zijn campagne voor Heinz won een Zilveren Leeuw op het Filmfestival van Cannes in 1996
- Jones won onder andere prijzen bij het Paris Film Festival, New York Comedy Festival en het Marco Island Film Festival

- Bibliothèque nationale de France: cb141091757 (data)
- Gemeinsame Normdatei: 140343644
- International Standard Name Identifier: 0000 0001 1001 9539
- Library of Congress Control Number: no00012381
- Nationale Bibliotheek van Tsjechië: xx0192164
- Nederlandse Thesaurus van Auteursnamen: 189876166
- LIBRIS: 275992
- SNAC: w6mb4725
- Système universitaire de documentation: 250693739
- Virtual International Authority File: 103869544
- WorldCat: E39PBJmdpdWTy47mCcBKMWCvpP